# Magnetic Hands-Live in the UK 72-80
Magnetic Hands—Live in the UK 72–80 è un album live di Captain Beefheart and the Magic Band pubblicato dalla The Viper Label nel 2002, ma contenente svariate registrazioni tratte da concerti tenuti dalla band in Gran Bretagna tra il 1972 e il 1980.

## Tracce
1. Click Clack
2. Old Black Snake
3. Grow Fins
4. Peon
5. Golden Birdies
6. Electricity
7. Sugar Mama
8. Orange Claw Hammer
9. Gimme Dat Harp
10. Beatle Bones 'n' Smokin Stones
11. Dali's Car
12. Flavor Bud Living
13. Nowadays A Woman's Gotta Hit a Man
14. Abba Zaba
15. Hothead
16. Safe as Milk
17. Dropout Boogie
18. Kandy Korn

### Dettagli di registrazione
- Tracce 1 - 3: Bickershaw Festival, 7 maggio 1972
- Tracce 4 - 5: Free Trade Hall, Manchester, 1º aprile 1972
- Tracce 6 - 7: Leicester University, 1º maggio 1973
- Tracce 8 - 9: Knebworth Festival, 5 luglio 1975
- Tracce 10 - 11: Guildhall, Portsmouth, 1º dicembre 1975
- Traccia 12: The Venue, Londra, 12 novembre 1980
- Tracce 13 - 18: Rotters Club, Liverpool, 29 ottobre 1980